# Tipula stigmosa
Tipula stigmosa är en tvåvingeart som beskrevs av Macquart 1834. Tipula stigmosa ingår i släktet Tipula och familjen storharkrankar. Inga underarter finns listade i Catalogue of Life.